# Duhovne vaje
Duhovne vaje (latinsko exercitia spiritualia; od: latinsko exercere; angleško to exercise = vaditi) so vaje duše; to pomeni notranje umirjanje, utrjevanje ali urejanje, ki proč od vsakdanjega življenja in dnevnega hrupa prispeva k močnejšemu poglabljanju v svojo notranjost  in vodi k srečanju z Bogom. Opravljajo se lahko posamično ali v skupini; trajajo pa lahko od nekaj ur do več tednov ali mesecev. Temeljne prvine so: molitev, premišljevanje, lectio Divina, post, molk ali pogovor z voditeljem, kakor tudi telesna ali umetniška dejavnost (Ora et labora, Slikopis). 

## Zgodovinski razvoj
Najbolj znane so v zvezi s tem pojmom Ignacijanske duhovne vaje, oziroma duhovne vaje svetega Ignacija Lojolskega. Ustanovnik Družbe Jezusove je poskušal na ta način posredovati drugim udeležencem svoje lastne duhovne izkušnje. Z njimi je povabil svoje prijatelje in druge zainteresirane h koreniti hoji za Kristusom, da bi se za nekaj časa osamili in posvetili pod njegovim vodstvom molitvi, premišljevanju in razločevanju duhov.
Z apostolsko konstitucijo Summorum Pontificum z dne 25. julija 1922 je  papež Pij XI. postavil svetega Ignacija Lojolskega za zavetnika vseh vrst duhovnih vaj. 

## Benediktinske in druge klasične oblike duhovnih vaj
Danes obstaja veliko oblik duhovnih vaj: en primer so benediktinske duhovne vaje, v katerih vadijo lectio Divino, duhovno branje svetega pisma, ponaljano ponovno „nakupovalno“ premišljevanje svetopisemskih ali drugih duhovnih besedil – „ruminatio“ (latinsko ruminare = zopet nakupovati) po zgledu zgodnjekrščanskih menihov -, skupna molitvena ura in vaja v molčanju. 
Druge oblike so duhovne vaje Terezije Avilske in Janeza od Križa, pri katerih postavljajo v središče pazljivo molitev na odzivanje Ljubljenega; frančiškanske duhovne vaje, ki se navdihujejo pri svetem Frančišku Asiškem; ali pa različne oblike premišljevalnih duhovnih vaj, ki se navezujejo na prvine krščanske mistike in daljnjevzhodne duhovnosti (zen, joga). 

## Duhovne vaje v pravoslavju in protestantizmu
Na pravoslavni strani sumničavost glede pretirane neodvisnosti posameznika od cerkvene oblasti povzroča zadržanost in celo zavračanje ignacijanskih vaj, katerih cilj je spodbujanje neposredne povezanosti posameznika z Bogom.
Opažamo nov pojav, da ponujajo duhovne vaje tudi v okvirju protestantizma; pri evangeličanih jih označujejo kot „Rüstzeit” („čas počitka”). Uvajanje v duhovne vaje je v navadi pri evangeličanih v Švici. 
Sicer so v preteklosti protestanti odklanjali duhovne vaje, ker bi po njihovem učenju ogrožale „pravičnost po delih“ in bi bile v nasprotju „s čisto milostnim značajem zveličanja“ (sola gratia), kar so danes v duhu ekumenizma precej omilili.